# 我们必胜 (歌曲)
我们必胜（西班牙語：Venceremos，發音：[ben.seɾˈe.mos]）是一首智利歌曲，由克劳迪奥·伊图拉作词，塞尔吉奥·奥尔特加作曲。在1970年智利总统选举期间，维克多·哈拉创作第二个版本的歌词，并沿用奥尔特加的曲调，用于萨尔瓦多·阿连德的竞选活动。
《我们必胜》是新民歌運動时期智利抗议歌曲的一个显著例子，该歌曲被阿连德所属政党联盟人民团结广泛用作宣传歌曲。《我们必胜》在1970年代的智利广受欢迎，阿连德的名言“没有歌曲就没有革命”便是对这一现象的概括。